# قانون تابعیت افغانستان
قانون تابعیت افغانستان قانونی است که در مورد اخذ ، انتقال و از دست دادن تابعیت افغانستان حاکم است. افغانستان از اصل خون پیروی می‌کند و به مردم اجازه می‌دهد بدون توجه به قومیت و جنسیت، بر اساس نسب شهروند افغانستان شوند. در مورد استفاده از اصل خون محل تولد فرد از اهمیتی برخوردار نیست. قانون تابعیت افغانستان مبتنی بر سیستم خون است، و بصورت محدود سیستم خلک را نیز پذیرفته است که به موجب آن شخصی که در افغانستان از پدر و مادر خارجی متولد شده‌است، و «به سن بلوغ برسند» (۱۸ ساله شود) در افغانستان مشروط بر اینکه درخواست تابعیت کند، تابعیت افغانستان به او اعطا می‌شود
. قانون اساسی افغانستان سلب تابعیت افغانستان را به صورت غیرارادی منع کرده‌است.